# Křížek (znak čísla)
Nepřesné označení křížek (označení čísla, mřížka, hash, mříž, šraňky, fis, chybně hashtag) jsou názvy pro symbol #. Unicode popisuje tento symbol jako number sign (tj. označení čísla) s kódem U+0023. ASCII kód je 35 (hexadecimálně 23), HTML entita je &#35; nebo &#x23;. Znak lze tedy ve Windows psát jako kombinaci podržení klávesy Alt a postupného mačkání číslic 3 a 5, lze použít i kombinaci AltGr+x. Užití označení je charakteristické především pro severoamerickou oblast, Evropané dávají přednost jiným způsobům.

## Historie
Používání symbolu # se rozšířilo v Severní Americe, kde má dva významy:
- Za číslem má význam libra (jednotka hmotnosti); nejedná se o náhradu symbolu '£' pro měnovou jednotku libra. Odtud pochází jeho pojmenování pound (sign) i jeho vzhled, který vznikl stylizací slitku lb; zápis „5# bag of flour“ znamená „pětilibrový pytel mouky“. V tomto významu se často používá zkratka 'lb.' nebo symbol '℔'. Unicode znak U+2114 (℔) se nazývá „L B symbol“.
- Před číslem má význam „číslo“ (v účtech se tak označovala čísla, která neměla být zahrnuta do konečného součtu); odtud pochází jeho název number sign;[5] zápis „#2 pencil“ znamená „tužka číslo dvě“. V tomto významu se často používá také zkratka 'No.' nebo symbol '№'.

Symbol # se tak již od poloviny 19. století objevuje na klávesnicích psacích strojů a v roce 1960 byl zařazen do znakové tabulky ASCII, což mu zajistilo dobrou dostupnost na počítačích a přispělo k jeho rozšíření mimo Severní Ameriku. V roce 1968 se objevil na tlačítkových číselnicích telefonů.
V Kanadě symbol tradičně odkazuje na značka čísla. Výrobci telefonních zařízení – například Nortel – programují zařízení tak, aby systém vyslovoval „znamení čísla“, aby nedošlo k omylu, kdy volající řekne „křížek“.
Ve strojírenství a některých jiných technických oborech znamená # následované procentem tlak vyjádřený v librách na čtvereční palec.
Ve Spojeném království se tento symbol nejčastěji nazývá hash (otisk) a nepoužívá se ani jako symbol hmotnosti (pro hmotnost je běžně používaná jednotka kg) ani pro označení měnové jednotky libra. Termín libra se ve Spojeném království připisuje k měně, která je označována £, libra šterlinků.

## Příbuzné a podobné symboly
Pro znak † (symbol smrti, křesťanství, atd.) se užívá označení kříž, nikoliv křížek (U+2020, ve Windows ho lze napsat kombinací kláves Alt+0134).
Ve Spojených státech se tento symbol obvykle nazývá pound sign (značka libry), na dotykových telefonech se nazývá pound key (tj. tlačítko s librou). V Kanadě se tento symbol nejčastěji nazývá number sign key (tlačítko pro označení čísla). Ve většině anglicky mluvících zemí (kromě Severní Ameriky) se symbol obvykle nazývá hash (otisk) a odpovídajícím symbolem na telefonech je hash key (tlačítko hash). V 60. letech 20. století se telefonní inženýři pokoušeli vymyslet zvláštní název pro tento symbol, jako například octothorp, octothorpe, octathorp a octatherp. Žádný se však nestal univerzálním nebo všeobecně akceptovaným. V neanglicky mluvících zemí existují pro tento znak i jiné názvy.
V mnoha částech světa (včetně částí Evropy, Kanady, Austrálie a Ruska) označuje tento znak číslo a je odkazován namísto ke slovu „numero“ přímo ke zkratce № (Unicode U+2116), který je často psán jen jako No.
Symbol se dá snadno zaměnit s hudebním symbolem „křížek“ (♯ – posuvka pro zvýšení tónu o půltón). V obou symbolech jsou dva páry paralelních linií. Hlavní rozdíl je ten, že znak křížku má povinné horizontální tahy, zatímco hudební křížek je nemá. Místo toho má hudební křížek dvě vertikální a dvě šikmé rovnoběžné čáry, které se zvedají od dolního levého rohu. Oba znaky mohou mít svislé čáry, nicméně tyto šikmé čáry jsou u hudebního křížku povinné, ale ve znaku křížek (#) jsou nepovinné, takže jsou závislé na zvoleném fontu (tj. typ písma). Kurzívou může být proto zapsán pouze znak křížku (ne však hudební křížek).

## Další označení v angličtině
Symbol má v angličtině mnoho jiných označení.
- Označení komentáře
  - Jako komentářové znaménko se používá v mnoha shell skriptech a v některých programovacích jazycích (např. Perl).

- Crunch
  - Jméno dostal pro svou podobnost s rozbitým oknem, i další znaky dostaly "přezdívky" podle vzhledu ('bang' pro vykřičník, 'Ding' pro znak dolaru, a 'ikona' pro hvězdičku).

- Ploty, brány, mřížky
  - Popisující podobnost těchto předmětů k tomuto symbolu.

- Hash, křížek, znak hash
  - „Hash (otisk)“ je společný název užívaný v anglicky mluvících zemí kromě Severní Ameriky.
  - V Irsku, Spojeném království, Austrálii, Indii, Jižní Africe a na Novém Zélandu se v dotykových telefonech pro „hash (otisk)“ používá symbol '#', např.: „Prosím, stiskněte tlačítko s křížkem.“
  - V Severní Americe je velmi časté užívání při čtení textu počítačem.

- Hex
  - Společné využití v Singapuru a Malajsii – pokud máme namluvené menu v telefonu: „Prosím, zadejte své telefonní číslo následované křížkem.“

- Octothorp, octothorpe, octathorp, octatherp
  - Viz Wikislovník: octothorpe pro etymologii, viz také www.octothorp.us.
  - Viz článek v časopise Encore „naléhavější záležitosti: dotykové telefony jiskra debaty“. Lauren Asplund, který poskytl článek, říká, že on a kolega byli zdrojem octothorp AT & T inženýrství v New Yorku v roce 1964. Termín octothorpe byl vytvořen v Bell Labs.
  - Merriam-Webster New Book Word History, 1991, má za sebou hodně článků, které jsou v souladu s esejí Douga Kerra a říká, že octotherp byl originálním hláskováním a že toto slovo vzniklo v 60. letech 20. století jako žert mezi telefonními inženýry.
  - Termín octothorp byl použit v americkém patentu z roku 1973.

- Sharp (česky křížek, viz Posuvka)
  - Podobnost se symbolem křížku používaným v hudbě, U 266F (♯). Většina fontů hudební symbol křížku neobsahuje, z tohoto důvodu je podobný znak # používán i pro něj, což se považuje za přijatelnou typografickou chybu.[zdroj?]
  - Microsoft vytvořil programovací jazyk C#. Na často kladené otázky ohledně C# Microsoft odpovídá slovy:
    - "To není „mřížka“ jako symbol, jak si většina lidí myslí. Představuje hudební křížek. Název jazyka tedy je „C sharp“, vyslovuje se jako [sí šarp]. Jelikož hudební křížek na standardní klávesnici nenajdeme, používá se pro zápis C#."[6]

## V matematice
- V teorii množin někteří autoři používají značení #S pro mohutnost (počet prvků) množiny S. To znamená, že pro množinu {\displaystyle S=\{s_{1},s_{2},s_{3},\dots ,s_{n}\},} je #S = n.
- V topologii se používá zápis A#B pro spojený součet variet A a B. Stejně tak v teorii uzlů je A#B složení uzlů A a B.
- V teorii čísel se používá zápis n# pro primoriál čísla n.

## Telekomunikace
Symbol # je (spolu se znakem hvězdička *) jednou ze dvou standardních speciálních kláves kromě číslic 0–9 na telefonní klávesnici. V tonové volbě mu odpovídá dvojice tónů o frekvencích 941 Hz a 1477 Hz. Jeho funkce je závislá na službě, kterou poskytuje daný operátor. Často se také používá pro označení konce čísla proměnné délky, např. čísla účtu nebo čísla položky.

## Na klávesnici
Na standardním rozložení klávesnice v USA je symbol # dostupný pomocí kombinace kláves Shift+3, zatímco na britských klávesnicích je na tomto místě znak libry jako symbol měny ('£') a symbol # je přesunut na samostatnou klávesu o tři klávesy vpravo od klávesy s písmenem „L“. Na stejném místě je symbol # na německé klávesnici. Na britských klávesnicích počítačů Apple je # generován kombinací Option+3. Na standardní evropské klávesnici symbol # vytváří kombinace kláves AltGr+3. Na české klávesnici není. Na klávesnicích pro IBM PC kompatibilní počítače lze symbol generovat pomocí Alt+35 (číslo 35 je ASCII kód znaku).

## V jízdních řádech
V jízdních řádech Pražské integrované dopravy se používá jako značka pro zastávky, které jsou v nočních hodinách (od 20 do 4 hodin) zastávkami na znamení. Tento znak je variací ke značce × či x, která je obecnou značkou pro zastávky na znamení (Vyhláška 122/2014 Sb.).